# Gustaaf Joos
Gustaaf Joos, belgijski rimskokatoliški duhovnik in kardinal, * 5. julij 1923, Sint-Niklaas, † 2. november 2004.

## Življenjepis
28. aprila 1946 je prejel duhovniško posvečenje. Deloval je kot župnik.
7. oktobra 2003 je bil imenovan za naslovnega nadškofa Ypresa in 11. oktobra je prejel škofovsko posvečenje. 21. oktobra istega leta je bil povzdignjen v kardinala in imenovan za kardinal-diakona S. Pier Damiani ai Monti di S. Paolo.